# Đôn Thân vương
Hòa Thạc Đôn Thân vương (chữ Hán: 和碩惇親王,  tiếng Mãn: ᡥᠣᡧᠣᡳ
 ᠵᡳᠩᠵᡳ
 ᠴᡳᠨ ᠸᠠᠩ, Möllendorff: Hošoi jiramin cin wang, Abkai: Hoxoi jiramin qin wang) là tước vị Thân vương truyền đời của nhà Thanh trong lịch sử Trung Quốc.

## Khái quát
Thủy tổ của Đôn vương phủ là Miên Khải - Hoàng tử thứ ba cùa Thanh Nhân Tông Gia Khánh Đế. Năm Gia Khánh thứ 24 (1819), tháng giêng, Miên Khải được phong làm Đa La Đôn Quận vương (多罗惇郡王). 1 năm sau (1820), tháng 7, tấn phong Đôn Thân vương (惇親王).
Đôn vương phủ từ lúc bắt đầu đến lúc lụi tàn, tổng cộng truyền qua 4 đời với 5 vị tập tước.

### Ý nghĩa phong hiệu
Phong hiệu ["Đôn"] của Miên Khải, Mãn văn là 「jiramin」, ý là "Thâm hậu", "Long trọng". Tuy nhiên, nhìn chung những gì Miên Khải đã trải qua, đại khái tương đối tương phản với những ý nghĩa này.

### Chi hệ
Miên Khải có một người con trai duy nhất là Dịch Toản nhưng lại qua đời trước ông. Năm Đạo Quang thứ 26 (1846), Hoàng tử thứ năm của Đạo Quang Đế là Dịch Thông được cho quá kế, trở thành người thừa kế của Miên Khải và Đôn vương phủ, tập tước Đôn Quận vương. Năm Hàm Phong thứ 5 (1855), Dịch Thông bị hàng làm Bối lặc, 1 năm sau phục phong Quận vương. Năm thứ 10 (1860), được tấn Thân vương.
Vì Dịch Thông quá kế mà Đôn vương phủ trên mặt Tông pháp là hậu duệ Nhân Tông Gia Khánh Đế, nhưng trên thực tế là hậu duệ của Tuyên Tông Đạo Quang Đế.
Dịch Thông có tất cả tám con trai, trong đó ba người con nhỏ nhất đều chết yểu, còn lại năm người con trai hình thành nên năm chi hậu duệ của Đôn vương phủ, trong đó con trai thứ hai là Tái Y từng quá kế Thụy vương phủ của Miên Hân, sau bị cách tước quy tông. Đại tông của Đôn vương phủ vốn do con trai trưởng là Tái Liêm kế thừa, sau vì vấn đề liên quan đến Nghĩa Hòa đoàn mà bị cách tước, con trai thứ hai Tái Y, con trai thứ ba Tái Lan cũng đều vì nguyên nhân này mà bị cách tước, vì vậy tước vị và đại tông do con trai thứ tư của Dịch Thông là Tái Doanh kế thừa. Về con trai thứ năm của Dịch Thông là Tái Tân, từng được phong Bất nhập Bát phân Phụ quốc công, sinh được ba con trai nhưng đều chết yểu, về sau quá kế con trai của Tái Doanh để kế thừa tước vị.
Ngoài ra còn có con trai của Tái Doanh là Phổ Tương (溥伒) quá kế thừa kế Phu vương phủ của Tuyên Tông. Vì vậy về sau, Phu vương phủ cũng là huyết mạch của Đôn vương phủ.

### Địa vị
Trong "Bát đại gia" của Cận phái Tông chi thời Thanh Mạt, Đôn vương phủ là phủ có nhân khẩu thịnh vượng nhất, gần như chiếm đến một nửa nhân khẩu của Cận phái Tông chi. Hơn nữa bởi vì Cận phái Tông chi có quyền kế thừa Hoàng đế mà khả năng kế thừa đại thống của Đôn vương phủ trên lý luận là cao nhất. Tuy nhiên, vì liên quan đến vấn đề Nghĩa Hòa đoàn, dẫn đến mặc dù nhân khẩu Đôn vương phủ tuy đông, nhưng đa số đều không được Từ Hi Thái hậu coi trọng, vì vậy khả năng thừa kế đại thống cũng không lớn.
Đáng lưu ý chính là, sau khi phục hồi chính quyền tại Đông Bắc thất bại, dưới tình thế cấp bách mà Tuyên Thống Đế buộc phải "lập tự". Lúc này, con trai của Tái Y là Phổ Tuấn đã được cho quá kế thừa tự Quang Tự Đế. Tuy nhiên không lâu sau, Phổ Tuấn cũng bị cưỡng chế quy tông. Lại bởi vì sau khi Tái Y và Tái Lan bị hoạch tội, thường xuyên bị phái đi Tây Bắc, mà hậu duệ Đôn vương phủ có quan hệ tương đối phức tạp cùng "Tây Bắc quân" thời Thanh mạt Dân sơ. Vì vậy về sau, rất nhiều hậu duệ Đôn vương phủ đều gả cho Quân phiệt của Quốc Dân đảng. Là một trong số rất ít Tông chi của nhà Thanh đi lại rất gần với Quốc Dân đảng.

### Kỳ tịch
Đôn vương phủ sau khi nhập kỳ, được phân vào Tả dực Cận chi Tương Bạch kỳ đệ nhất tộc, cùng kỳ tịch với Hằng vương phủ (hậu duệ Dận Kì), Lý vương phủ (hậu duệ Dận Đào) và phủ Bối lặc Dận Kỳ của Thánh Tổ, Nghi vương phủ (hậu duệ Vĩnh Tuyền) của Cao Tông và Thuần vương phủ (hậu duệ Dịch Hoàn) của Tuyên Tông.

### Danh sĩ
Hậu duệ Đôn vương phủ nổi danh về thư họa. Như "Tứ phổ" trong "Tùng phong nhã tập" trứ danh thời sơ kì Dân Quốc chính là của hậu duệ Đôn vương phủ hoặc hậu duệ Đôn vương phủ đã quá kế. Cho đến ngày nay, người thừa kế của "Ái Tân Giác La họa phái" vẫn là hậu duệ Đôn vương phủ chiếm tỉ lệ lớn.

### Phủ đệ
Đôn vương phủ nằm ở một ngõ nhỏ bên trong Triêu Dương môn, nguyên là phủ đệ của Phụ quốc công Lại Mộ Bố, sau chuyển làm Vương phủ của Hằng Ôn Thân vương Dận Kì. Những năm đầu Đạo Quang, Tuyên Tông đem phủ đệ này ban cho Miên Khải.
Phủ này nguyên có hai phía Đông Tây, kiến trúc chủ yếu ở phía Đông, gồm năm gian Chính môn, bảy gian Chính điện, bảy gian Đông - Tây phối lầu, năm gian Hậu điện, bảy gian Tẩm thất, bảy gian dãy nhà sau. Phía Tây là khu vực sinh hoạt và hoa viên. Sau khi Tuyên Thống Đế thoái vị, một nhà Đôn Thân vương đem phủ đệ cải tạo, phía Tây hình thành mấy tòa Tứ hợp viện, phía Đông và phía Bắc cũng tiến hành cải tạo.
Năm 1927, đời cuối cùng của đại tông Đôn vương phủ là Phổ Giản đem bán vương phủ.

### Viên tẩm
Viên tẩm của thủy tổ Miên Khải nằm ở thôn Sơn Tây của Xương Bình Miên, tục xưng "Tây phần", cũng xưng là "Bắc Sơn phần địa", trục chính hướng Bắc - Nam, mặt xoay hướng Bắc. Năm 1932 bị đạo tặc phát hiện. Năm 1968 bị san bằng. Hiện nay không còn nhiều di tích.
Viên tẩm của kế tổ Dịch Thông nằm ở phía nam Diêu Thượng thôn của Thông Châu, tục xưng "Ngũ gia phần", trục chính hướng Đông - Tây, mặt xoay hướng Tây. Năm 1933 bị đào trộm. Năm 1951 bị san bằng. Phía nam "Ngũ gia phần" còn có "Tiểu ngũ gia phần", là phần mộ của Tái Tân - con trai thứ năm của Dịch Thông.

## Đôn Thân vương
1. Đôn Khác Thân vương Miên Khải
1795 - 1819 - 1838
2. Đôn Cần Thân vương Dịch Thông
1831 - 1846 - 1889
3. Dĩ cách Quận vương hàm Đa La Bối lặc Tái Liêm (載濂)
1854 - 1889 - 1900 - 1917
4. Đa La Cung Khác Bối lặc Tái Doanh (載瀛)
1859 - 1900 - 1930
5. Cố Sơn Bối tử Phổ Giản (溥僩)
1901 - 1930 - 1945 - 1966

### Dịch Toản chi hệ
- 1820 - 1821: Truy phong Bối lặc Dịch Toản (奕纘) - con trai trưởng của Miên Khải. Sơ phong Bất nhập bát phân Phụ quốc công, vô tự.

### Tái Liêm chi hệ
- 1862 - 1889: Phụng ân Phụ quốc công Tái Liêm (載濂) - con trai trưởng của Dịch Thông. Sơ phong Nhị đẳng Trấn quốc Tướng quân, năm 1864 tiến Bất nhập bát phân Trấn quốc công, năm 1871 tiến Phụng ân Phụ quốc công, năm 1889 tập Bối lặc.

### Tái Lan chi hệ
- 1889 - 1900: Bất nhập bát phân Phụ quốc công Tái Lan (載瀾) - con trai thứ ba của Dịch Thông. Sơ phong Tam đẳng Phụ quốc Tướng quân, năm 1884 tiến Nhị đẳng Trấn quốc Tướng quân, năm 1889 tiến Bất nhập bát phân Phụ quốc công, năm 1900 cách tước, năm 1916 truy phục Bất nhập bát phân Phụ quốc công.

### Tái Doanh chi hệ
- 1889 - 1900: Nhị đẳng Trấn quốc Tướng quân hàm Bất nhập bát phân Phụ quốc công Tái Doanh (載瀛) - con trai thứ tư của Dịch Thông. Sơ phong Nhị đẳng Trấn quốc Tướng quân, năm 1894 gia hàm Bất nhập bát phân Phụ quốc công, năm 1900 tập Bối lặc.

### Tái Tân chi hệ
- 1889 - 1896: Nhị đẳng Trấn quốc Tướng quân hàm Bất nhập bát phân Phụ quốc công Tái Tân (載津) - con trai thứ năm của Dịch Thông. Sơ phong Nhị đẳng Trấn quốc Tướng quân, năm 1894 gia hàm Bất nhập bát phân Phụ quốc công, vô tự.
- 1896 - 1915: Nhị đẳng Trấn quốc Tướng quân Phổ Tu (溥修) - con trai thứ hai của Tái Liêm, con nuôi của Tái Tân. Năm 1915 quy tông.
- 1915 - 1945: Nhị đẳng Trấn quốc Tướng quân Phổ Thuyên (溥佺) - con trai thứ sáu của Tái Doanh, con nuôi của Tái Tân.

### Phổ Soạn chi hệ
- 1894 - 1920: Nhất đẳng Trấn quốc Tướng quân Phổ Soạn (溥僎) - cháu nội của Dịch Thông, con trai trưởng của Tái Y (載漪).

### Phổ Tuấn chi hệ
- 1901 - 1942: Hàm Nhập bát phân công Phổ Tuấn (溥儁) - con trai thứ hai của Tái Y. Năm 1901 gia hàm Nhập bát phân Công.

## Phả hệ Đôn Thân vương
- - Đôn Thân vương
- - Dịch Toản chi hệ
- - Tái Lan chi hệ
- - Tái Tân chi hệ
- - Phổ Soạn chi hệ
- - Phổ Tuấn chi hệ

|                                                                   |                                                                   | Quá kế                                                            |                                                                   |                                                                   |                                                                   |  |  |                                                            |                                                            |                                                            |                                                            |                                                            |                                                            |  |  |                                                    |                                                    |                                                    |                                                    |                                                    |                                                    |  |  |                                                                   |                                                                   |                                                                   |                                                                   |                                                                   |                                                                   |  |  |                                                |                                                |                                                |                                                |                                                |                                                |  |  |                                                                    |                                                                    |                                                                    |                                                                    |                                                                    |                                                                    |  |  |  |  |  |  |  |  |  |  |  |  |  |  |  |  |  |  |  |  |  |  |  |  |  |  |  |  |  |  |  |  |  |  |  |  |
|                                                                   |                                                                   |                                                                   |                                                                   |                                                                   |                                                                   |  |  |                                                            |                                                            |                                                            |                                                            |                                                            |                                                            |  |  |                                                    |                                                    |                                                    |                                                    |                                                    |                                                    |  |  |                                                                   |                                                                   |                                                                   |                                                                   |                                                                   |                                                                   |  |  |                                                |                                                |                                                |                                                |                                                |                                                |  |  |                                                                    |                                                                    |                                                                    |                                                                    |                                                                    |                                                                    |  |  |  |  |  |  |  |  |  |  |  |  |  |  |  |  |  |  |  |  |  |  |  |  |  |  |  |  |  |  |  |  |  |  |  |  |
|                                                                   |                                                                   |                                                                   |                                                                   |                                                                   |                                                                   |  |  |                                                            |                                                            |                                                            |                                                            |                                                            |                                                            |  |  |                                                    |                                                    |                                                    |                                                    |                                                    |                                                    |  |  |                                                                   |                                                                   |                                                                   |                                                                   |                                                                   |                                                                   |  |  |                                                |                                                |                                                |                                                |                                                |                                                |  |  |                                                                    |                                                                    |                                                                    |                                                                    |                                                                    |                                                                    |  |  |  |  |  |  |  |  |  |  |  |  |  |  |  |  |  |  |  |  |  |  |  |  |  |  |  |  |  |  |  |  |  |  |  |  |
| Đạo Quang Đế                                                      | Đạo Quang Đế                                                      | Đạo Quang Đế                                                      | Đạo Quang Đế                                                      | Đạo Quang Đế                                                      | Đạo Quang Đế                                                      |  |  | Đôn Khác Thân vương Miên Khải 1795 - 1819 - 1838           | Đôn Khác Thân vương Miên Khải 1795 - 1819 - 1838           | Đôn Khác Thân vương Miên Khải 1795 - 1819 - 1838           | Đôn Khác Thân vương Miên Khải 1795 - 1819 - 1838           | Đôn Khác Thân vương Miên Khải 1795 - 1819 - 1838           | Đôn Khác Thân vương Miên Khải 1795 - 1819 - 1838           |  |  |                                                    |                                                    |                                                    |                                                    |                                                    |                                                    |  |  |                                                                   |                                                                   |                                                                   |                                                                   |                                                                   |                                                                   |  |  |                                                |                                                |                                                |                                                |                                                |                                                |  |  |                                                                    |                                                                    |                                                                    |                                                                    |                                                                    |                                                                    |  |  |  |  |  |  |  |  |  |  |  |  |  |  |  |  |  |  |  |  |  |  |  |  |  |  |  |  |  |  |  |  |  |  |  |  |
| Đạo Quang Đế                                                      | Đạo Quang Đế                                                      | Đạo Quang Đế                                                      | Đạo Quang Đế                                                      | Đạo Quang Đế                                                      | Đạo Quang Đế                                                      |  |  | Đôn Khác Thân vương Miên Khải 1795 - 1819 - 1838           | Đôn Khác Thân vương Miên Khải 1795 - 1819 - 1838           | Đôn Khác Thân vương Miên Khải 1795 - 1819 - 1838           | Đôn Khác Thân vương Miên Khải 1795 - 1819 - 1838           | Đôn Khác Thân vương Miên Khải 1795 - 1819 - 1838           | Đôn Khác Thân vương Miên Khải 1795 - 1819 - 1838           |  |  |                                                    |                                                    |                                                    |                                                    |                                                    |                                                    |  |  |                                                                   |                                                                   |                                                                   |                                                                   |                                                                   |                                                                   |  |  |                                                |                                                |                                                |                                                |                                                |                                                |  |  |                                                                    |                                                                    |                                                                    |                                                                    |                                                                    |                                                                    |  |  |  |  |  |  |  |  |  |  |  |  |  |  |  |  |  |  |  |  |  |  |  |  |  |  |  |  |  |  |  |  |  |  |  |  |
|                                                                   |                                                                   |                                                                   |                                                                   |                                                                   |                                                                   |  |  |                                                            |                                                            |                                                            |                                                            |                                                            |                                                            |  |  |                                                    |                                                    |                                                    |                                                    |                                                    |                                                    |  |  |                                                                   |                                                                   |                                                                   |                                                                   |                                                                   |                                                                   |  |  |                                                |                                                |                                                |                                                |                                                |                                                |  |  |                                                                    |                                                                    |                                                                    |                                                                    |                                                                    |                                                                    |  |  |  |  |  |  |  |  |  |  |  |  |  |  |  |  |  |  |  |  |  |  |  |  |  |  |  |  |  |  |  |  |  |  |  |  |
| Đôn Cần Thân vương Dịch Thông 1831 - 1846 - 1889                  | Đôn Cần Thân vương Dịch Thông 1831 - 1846 - 1889                  | Đôn Cần Thân vương Dịch Thông 1831 - 1846 - 1889                  | Đôn Cần Thân vương Dịch Thông 1831 - 1846 - 1889                  | Đôn Cần Thân vương Dịch Thông 1831 - 1846 - 1889                  | Đôn Cần Thân vương Dịch Thông 1831 - 1846 - 1889                  |  |  | Truy phong Bối lặc Dịch Toản 1817 - 1821                   | Truy phong Bối lặc Dịch Toản 1817 - 1821                   | Truy phong Bối lặc Dịch Toản 1817 - 1821                   | Truy phong Bối lặc Dịch Toản 1817 - 1821                   | Truy phong Bối lặc Dịch Toản 1817 - 1821                   | Truy phong Bối lặc Dịch Toản 1817 - 1821                   |  |  |                                                    |                                                    |                                                    |                                                    |                                                    |                                                    |  |  |                                                                   |                                                                   |                                                                   |                                                                   |                                                                   |                                                                   |  |  |                                                |                                                |                                                |                                                |                                                |                                                |  |  |                                                                    |                                                                    |                                                                    |                                                                    |                                                                    |                                                                    |  |  |  |  |  |  |  |  |  |  |  |  |  |  |  |  |  |  |  |  |  |  |  |  |  |  |  |  |  |  |  |  |  |  |  |  |
| Đôn Cần Thân vương Dịch Thông 1831 - 1846 - 1889                  | Đôn Cần Thân vương Dịch Thông 1831 - 1846 - 1889                  | Đôn Cần Thân vương Dịch Thông 1831 - 1846 - 1889                  | Đôn Cần Thân vương Dịch Thông 1831 - 1846 - 1889                  | Đôn Cần Thân vương Dịch Thông 1831 - 1846 - 1889                  | Đôn Cần Thân vương Dịch Thông 1831 - 1846 - 1889                  |  |  | Truy phong Bối lặc Dịch Toản 1817 - 1821                   | Truy phong Bối lặc Dịch Toản 1817 - 1821                   | Truy phong Bối lặc Dịch Toản 1817 - 1821                   | Truy phong Bối lặc Dịch Toản 1817 - 1821                   | Truy phong Bối lặc Dịch Toản 1817 - 1821                   | Truy phong Bối lặc Dịch Toản 1817 - 1821                   |  |  |                                                    |                                                    |                                                    |                                                    |                                                    |                                                    |  |  |                                                                   |                                                                   |                                                                   |                                                                   |                                                                   |                                                                   |  |  |                                                |                                                |                                                |                                                |                                                |                                                |  |  |                                                                    |                                                                    |                                                                    |                                                                    |                                                                    |                                                                    |  |  |  |  |  |  |  |  |  |  |  |  |  |  |  |  |  |  |  |  |  |  |  |  |  |  |  |  |  |  |  |  |  |  |  |  |
|                                                                   |                                                                   |                                                                   |                                                                   |                                                                   |                                                                   |  |  |                                                            |                                                            |                                                            |                                                            |                                                            |                                                            |  |  |                                                    |                                                    |                                                    |                                                    |                                                    |                                                    |  |  |                                                                   |                                                                   |                                                                   |                                                                   |                                                                   |                                                                   |  |  |                                                |                                                |                                                |                                                |                                                |                                                |  |  |                                                                    |                                                                    |                                                                    |                                                                    |                                                                    |                                                                    |  |  |  |  |  |  |  |  |  |  |  |  |  |  |  |  |  |  |  |  |  |  |  |  |  |  |  |  |  |  |  |  |  |  |  |  |
| Dĩ cách Quận vương (hàm Bối lặc) Tái Liêm 1854 - 1889 - 1900-1917 | Dĩ cách Quận vương (hàm Bối lặc) Tái Liêm 1854 - 1889 - 1900-1917 | Dĩ cách Quận vương (hàm Bối lặc) Tái Liêm 1854 - 1889 - 1900-1917 | Dĩ cách Quận vương (hàm Bối lặc) Tái Liêm 1854 - 1889 - 1900-1917 | Dĩ cách Quận vương (hàm Bối lặc) Tái Liêm 1854 - 1889 - 1900-1917 | Dĩ cách Quận vương (hàm Bối lặc) Tái Liêm 1854 - 1889 - 1900-1917 |  |  | Dĩ cách Đoan Quận vương Tái Y 1856 - 1922                  | Dĩ cách Đoan Quận vương Tái Y 1856 - 1922                  | Dĩ cách Đoan Quận vương Tái Y 1856 - 1922                  | Dĩ cách Đoan Quận vương Tái Y 1856 - 1922                  | Dĩ cách Đoan Quận vương Tái Y 1856 - 1922                  | Dĩ cách Đoan Quận vương Tái Y 1856 - 1922                  |  |  |                                                    |                                                    |                                                    |                                                    |                                                    |                                                    |  |  | Bất nhập Bát phân Phụ quốc công Tái Lan 1856 - 1889 - 1990 - 1916 | Bất nhập Bát phân Phụ quốc công Tái Lan 1856 - 1889 - 1990 - 1916 | Bất nhập Bát phân Phụ quốc công Tái Lan 1856 - 1889 - 1990 - 1916 | Bất nhập Bát phân Phụ quốc công Tái Lan 1856 - 1889 - 1990 - 1916 | Bất nhập Bát phân Phụ quốc công Tái Lan 1856 - 1889 - 1990 - 1916 | Bất nhập Bát phân Phụ quốc công Tái Lan 1856 - 1889 - 1990 - 1916 |  |  | Cung Khác Bối lặc Tái Doanh 1859 - 1900 - 1930 | Cung Khác Bối lặc Tái Doanh 1859 - 1900 - 1930 | Cung Khác Bối lặc Tái Doanh 1859 - 1900 - 1930 | Cung Khác Bối lặc Tái Doanh 1859 - 1900 - 1930 | Cung Khác Bối lặc Tái Doanh 1859 - 1900 - 1930 | Cung Khác Bối lặc Tái Doanh 1859 - 1900 - 1930 |  |  | Nhị đẳng Trấn quốc Tướng quân Tái Tân 1859 - 1889 - 1896           | Nhị đẳng Trấn quốc Tướng quân Tái Tân 1859 - 1889 - 1896           | Nhị đẳng Trấn quốc Tướng quân Tái Tân 1859 - 1889 - 1896           | Nhị đẳng Trấn quốc Tướng quân Tái Tân 1859 - 1889 - 1896           | Nhị đẳng Trấn quốc Tướng quân Tái Tân 1859 - 1889 - 1896           | Nhị đẳng Trấn quốc Tướng quân Tái Tân 1859 - 1889 - 1896           |  |  |  |  |  |  |  |  |  |  |  |  |  |  |  |  |  |  |  |  |  |  |  |  |  |  |  |  |  |  |  |  |  |  |  |  |
| Dĩ cách Quận vương (hàm Bối lặc) Tái Liêm 1854 - 1889 - 1900-1917 | Dĩ cách Quận vương (hàm Bối lặc) Tái Liêm 1854 - 1889 - 1900-1917 | Dĩ cách Quận vương (hàm Bối lặc) Tái Liêm 1854 - 1889 - 1900-1917 | Dĩ cách Quận vương (hàm Bối lặc) Tái Liêm 1854 - 1889 - 1900-1917 | Dĩ cách Quận vương (hàm Bối lặc) Tái Liêm 1854 - 1889 - 1900-1917 | Dĩ cách Quận vương (hàm Bối lặc) Tái Liêm 1854 - 1889 - 1900-1917 |  |  | Dĩ cách Đoan Quận vương Tái Y 1856 - 1922                  | Dĩ cách Đoan Quận vương Tái Y 1856 - 1922                  | Dĩ cách Đoan Quận vương Tái Y 1856 - 1922                  | Dĩ cách Đoan Quận vương Tái Y 1856 - 1922                  | Dĩ cách Đoan Quận vương Tái Y 1856 - 1922                  | Dĩ cách Đoan Quận vương Tái Y 1856 - 1922                  |  |  |                                                    |                                                    |                                                    |                                                    |                                                    |                                                    |  |  | Bất nhập Bát phân Phụ quốc công Tái Lan 1856 - 1889 - 1990 - 1916 | Bất nhập Bát phân Phụ quốc công Tái Lan 1856 - 1889 - 1990 - 1916 | Bất nhập Bát phân Phụ quốc công Tái Lan 1856 - 1889 - 1990 - 1916 | Bất nhập Bát phân Phụ quốc công Tái Lan 1856 - 1889 - 1990 - 1916 | Bất nhập Bát phân Phụ quốc công Tái Lan 1856 - 1889 - 1990 - 1916 | Bất nhập Bát phân Phụ quốc công Tái Lan 1856 - 1889 - 1990 - 1916 |  |  | Cung Khác Bối lặc Tái Doanh 1859 - 1900 - 1930 | Cung Khác Bối lặc Tái Doanh 1859 - 1900 - 1930 | Cung Khác Bối lặc Tái Doanh 1859 - 1900 - 1930 | Cung Khác Bối lặc Tái Doanh 1859 - 1900 - 1930 | Cung Khác Bối lặc Tái Doanh 1859 - 1900 - 1930 | Cung Khác Bối lặc Tái Doanh 1859 - 1900 - 1930 |  |  | Nhị đẳng Trấn quốc Tướng quân Tái Tân 1859 - 1889 - 1896           | Nhị đẳng Trấn quốc Tướng quân Tái Tân 1859 - 1889 - 1896           | Nhị đẳng Trấn quốc Tướng quân Tái Tân 1859 - 1889 - 1896           | Nhị đẳng Trấn quốc Tướng quân Tái Tân 1859 - 1889 - 1896           | Nhị đẳng Trấn quốc Tướng quân Tái Tân 1859 - 1889 - 1896           | Nhị đẳng Trấn quốc Tướng quân Tái Tân 1859 - 1889 - 1896           |  |  |  |  |  |  |  |  |  |  |  |  |  |  |  |  |  |  |  |  |  |  |  |  |  |  |  |  |  |  |  |  |  |  |  |  |
|                                                                   |                                                                   |                                                                   |                                                                   |                                                                   |                                                                   |  |  |                                                            |                                                            |                                                            |                                                            |                                                            |                                                            |  |  |                                                    |                                                    |                                                    |                                                    |                                                    |                                                    |  |  |                                                                   |                                                                   |                                                                   |                                                                   |                                                                   |                                                                   |  |  |                                                |                                                |                                                |                                                |                                                |                                                |  |  |                                                                    |                                                                    |                                                                    |                                                                    |                                                                    |                                                                    |  |  |  |  |  |  |  |  |  |  |  |  |  |  |  |  |  |  |  |  |  |  |  |  |  |  |  |  |  |  |  |  |  |  |  |  |
|                                                                   |                                                                   |                                                                   |                                                                   |                                                                   |                                                                   |  |  |                                                            |                                                            |                                                            |                                                            |                                                            |                                                            |  |  |                                                    |                                                    |                                                    |                                                    |                                                    |                                                    |  |  |                                                                   |                                                                   |                                                                   |                                                                   |                                                                   |                                                                   |  |  |                                                |                                                |                                                |                                                |                                                |                                                |  |  |                                                                    |                                                                    |                                                                    |                                                                    |                                                                    |                                                                    |  |  |  |  |  |  |  |  |  |  |  |  |  |  |  |  |  |  |  |  |  |  |  |  |  |  |  |  |  |  |  |  |  |  |  |  |
|                                                                   |                                                                   |                                                                   |                                                                   |                                                                   |                                                                   |  |  |                                                            |                                                            |                                                            |                                                            |                                                            |                                                            |  |  |                                                    |                                                    |                                                    |                                                    |                                                    |                                                    |  |  |                                                                   |                                                                   |                                                                   |                                                                   |                                                                   |                                                                   |  |  |                                                |                                                |                                                |                                                |                                                |                                                |  |  |                                                                    |                                                                    |                                                                    |                                                                    |                                                                    |                                                                    |  |  |  |  |  |  |  |  |  |  |  |  |  |  |  |  |  |  |  |  |  |  |  |  |  |  |  |  |  |  |  |  |  |  |  |  |
| Nhị đẳng Trấn quốc Tướng quân Phổ Tu 1896 - 1915 - 1956 Quy tông  | Nhị đẳng Trấn quốc Tướng quân Phổ Tu 1896 - 1915 - 1956 Quy tông  | Nhị đẳng Trấn quốc Tướng quân Phổ Tu 1896 - 1915 - 1956 Quy tông  | Nhị đẳng Trấn quốc Tướng quân Phổ Tu 1896 - 1915 - 1956 Quy tông  | Nhị đẳng Trấn quốc Tướng quân Phổ Tu 1896 - 1915 - 1956 Quy tông  | Nhị đẳng Trấn quốc Tướng quân Phổ Tu 1896 - 1915 - 1956 Quy tông  |  |  | Nhất đẳng Trấn quốc Tướng quân Phổ Soạn 1875 - 1894 - 1920 | Nhất đẳng Trấn quốc Tướng quân Phổ Soạn 1875 - 1894 - 1920 | Nhất đẳng Trấn quốc Tướng quân Phổ Soạn 1875 - 1894 - 1920 | Nhất đẳng Trấn quốc Tướng quân Phổ Soạn 1875 - 1894 - 1920 | Nhất đẳng Trấn quốc Tướng quân Phổ Soạn 1875 - 1894 - 1920 | Nhất đẳng Trấn quốc Tướng quân Phổ Soạn 1875 - 1894 - 1920 |  |  | Hàm Nhập bát phân Công Phổ Tuấn 1885 - 1901 - 1942 | Hàm Nhập bát phân Công Phổ Tuấn 1885 - 1901 - 1942 | Hàm Nhập bát phân Công Phổ Tuấn 1885 - 1901 - 1942 | Hàm Nhập bát phân Công Phổ Tuấn 1885 - 1901 - 1942 | Hàm Nhập bát phân Công Phổ Tuấn 1885 - 1901 - 1942 | Hàm Nhập bát phân Công Phổ Tuấn 1885 - 1901 - 1942 |  |  | Phổ Trác (溥倬) 1882-1932                                         | Phổ Trác (溥倬) 1882-1932                                         | Phổ Trác (溥倬) 1882-1932                                         | Phổ Trác (溥倬) 1882-1932                                         | Phổ Trác (溥倬) 1882-1932                                         | Phổ Trác (溥倬) 1882-1932                                         |  |  | Bối tử Phổ Giản 1901 - 1930 - 1945 - 1966      | Bối tử Phổ Giản 1901 - 1930 - 1945 - 1966      | Bối tử Phổ Giản 1901 - 1930 - 1945 - 1966      | Bối tử Phổ Giản 1901 - 1930 - 1945 - 1966      | Bối tử Phổ Giản 1901 - 1930 - 1945 - 1966      | Bối tử Phổ Giản 1901 - 1930 - 1945 - 1966      |  |  | Nhị đẳng Trấn quốc Tướng quân Phổ Thuyên 1913 - 1915 - 1945 - 1992 | Nhị đẳng Trấn quốc Tướng quân Phổ Thuyên 1913 - 1915 - 1945 - 1992 | Nhị đẳng Trấn quốc Tướng quân Phổ Thuyên 1913 - 1915 - 1945 - 1992 | Nhị đẳng Trấn quốc Tướng quân Phổ Thuyên 1913 - 1915 - 1945 - 1992 | Nhị đẳng Trấn quốc Tướng quân Phổ Thuyên 1913 - 1915 - 1945 - 1992 | Nhị đẳng Trấn quốc Tướng quân Phổ Thuyên 1913 - 1915 - 1945 - 1992 |  |  |  |  |  |  |  |  |  |  |  |  |  |  |  |  |  |  |  |  |  |  |  |  |  |  |  |  |  |  |  |  |  |  |  |  |
| Nhị đẳng Trấn quốc Tướng quân Phổ Tu 1896 - 1915 - 1956 Quy tông  | Nhị đẳng Trấn quốc Tướng quân Phổ Tu 1896 - 1915 - 1956 Quy tông  | Nhị đẳng Trấn quốc Tướng quân Phổ Tu 1896 - 1915 - 1956 Quy tông  | Nhị đẳng Trấn quốc Tướng quân Phổ Tu 1896 - 1915 - 1956 Quy tông  | Nhị đẳng Trấn quốc Tướng quân Phổ Tu 1896 - 1915 - 1956 Quy tông  | Nhị đẳng Trấn quốc Tướng quân Phổ Tu 1896 - 1915 - 1956 Quy tông  |  |  | Nhất đẳng Trấn quốc Tướng quân Phổ Soạn 1875 - 1894 - 1920 | Nhất đẳng Trấn quốc Tướng quân Phổ Soạn 1875 - 1894 - 1920 | Nhất đẳng Trấn quốc Tướng quân Phổ Soạn 1875 - 1894 - 1920 | Nhất đẳng Trấn quốc Tướng quân Phổ Soạn 1875 - 1894 - 1920 | Nhất đẳng Trấn quốc Tướng quân Phổ Soạn 1875 - 1894 - 1920 | Nhất đẳng Trấn quốc Tướng quân Phổ Soạn 1875 - 1894 - 1920 |  |  | Hàm Nhập bát phân Công Phổ Tuấn 1885 - 1901 - 1942 | Hàm Nhập bát phân Công Phổ Tuấn 1885 - 1901 - 1942 | Hàm Nhập bát phân Công Phổ Tuấn 1885 - 1901 - 1942 | Hàm Nhập bát phân Công Phổ Tuấn 1885 - 1901 - 1942 | Hàm Nhập bát phân Công Phổ Tuấn 1885 - 1901 - 1942 | Hàm Nhập bát phân Công Phổ Tuấn 1885 - 1901 - 1942 |  |  | Phổ Trác (溥倬) 1882-1932                                         | Phổ Trác (溥倬) 1882-1932                                         | Phổ Trác (溥倬) 1882-1932                                         | Phổ Trác (溥倬) 1882-1932                                         | Phổ Trác (溥倬) 1882-1932                                         | Phổ Trác (溥倬) 1882-1932                                         |  |  | Bối tử Phổ Giản 1901 - 1930 - 1945 - 1966      | Bối tử Phổ Giản 1901 - 1930 - 1945 - 1966      | Bối tử Phổ Giản 1901 - 1930 - 1945 - 1966      | Bối tử Phổ Giản 1901 - 1930 - 1945 - 1966      | Bối tử Phổ Giản 1901 - 1930 - 1945 - 1966      | Bối tử Phổ Giản 1901 - 1930 - 1945 - 1966      |  |  | Nhị đẳng Trấn quốc Tướng quân Phổ Thuyên 1913 - 1915 - 1945 - 1992 | Nhị đẳng Trấn quốc Tướng quân Phổ Thuyên 1913 - 1915 - 1945 - 1992 | Nhị đẳng Trấn quốc Tướng quân Phổ Thuyên 1913 - 1915 - 1945 - 1992 | Nhị đẳng Trấn quốc Tướng quân Phổ Thuyên 1913 - 1915 - 1945 - 1992 | Nhị đẳng Trấn quốc Tướng quân Phổ Thuyên 1913 - 1915 - 1945 - 1992 | Nhị đẳng Trấn quốc Tướng quân Phổ Thuyên 1913 - 1915 - 1945 - 1992 |  |  |  |  |  |  |  |  |  |  |  |  |  |  |  |  |  |  |  |  |  |  |  |  |  |  |  |  |  |  |  |  |  |  |  |  |
|                                                                   |                                                                   |                                                                   |                                                                   |                                                                   |                                                                   |  |  | Dục An (毓侒) 1893 - 1979                                  | Dục An (毓侒) 1893 - 1979                                  | Dục An (毓侒) 1893 - 1979                                  | Dục An (毓侒) 1893 - 1979                                  | Dục An (毓侒) 1893 - 1979                                  | Dục An (毓侒) 1893 - 1979                                  |  |  | Dục Nguy (毓巍) 1912 - 1998                        | Dục Nguy (毓巍) 1912 - 1998                        | Dục Nguy (毓巍) 1912 - 1998                        | Dục Nguy (毓巍) 1912 - 1998                        | Dục Nguy (毓巍) 1912 - 1998                        | Dục Nguy (毓巍) 1912 - 1998                        |  |  | Dục Tuấn (毓峻) 1905-?                                            | Dục Tuấn (毓峻) 1905-?                                            | Dục Tuấn (毓峻) 1905-?                                            | Dục Tuấn (毓峻) 1905-?                                            | Dục Tuấn (毓峻) 1905-?                                            | Dục Tuấn (毓峻) 1905-?                                            |  |  | Dục Nguyệt (毓岄) 1922 - 1992                  | Dục Nguyệt (毓岄) 1922 - 1992                  | Dục Nguyệt (毓岄) 1922 - 1992                  | Dục Nguyệt (毓岄) 1922 - 1992                  | Dục Nguyệt (毓岄) 1922 - 1992                  | Dục Nguyệt (毓岄) 1922 - 1992                  |  |  |                                                                    |                                                                    |                                                                    |                                                                    |                                                                    |                                                                    |  |  |  |  |  |  |  |  |  |  |  |  |  |  |  |  |  |  |  |  |  |  |  |  |  |  |  |  |  |  |  |  |  |  |  |  |
|                                                                   |                                                                   |                                                                   |                                                                   |                                                                   |                                                                   |  |  | Dục An (毓侒) 1893 - 1979                                  | Dục An (毓侒) 1893 - 1979                                  | Dục An (毓侒) 1893 - 1979                                  | Dục An (毓侒) 1893 - 1979                                  | Dục An (毓侒) 1893 - 1979                                  | Dục An (毓侒) 1893 - 1979                                  |  |  | Dục Nguy (毓巍) 1912 - 1998                        | Dục Nguy (毓巍) 1912 - 1998                        | Dục Nguy (毓巍) 1912 - 1998                        | Dục Nguy (毓巍) 1912 - 1998                        | Dục Nguy (毓巍) 1912 - 1998                        | Dục Nguy (毓巍) 1912 - 1998                        |  |  | Dục Tuấn (毓峻) 1905-?                                            | Dục Tuấn (毓峻) 1905-?                                            | Dục Tuấn (毓峻) 1905-?                                            | Dục Tuấn (毓峻) 1905-?                                            | Dục Tuấn (毓峻) 1905-?                                            | Dục Tuấn (毓峻) 1905-?                                            |  |  | Dục Nguyệt (毓岄) 1922 - 1992                  | Dục Nguyệt (毓岄) 1922 - 1992                  | Dục Nguyệt (毓岄) 1922 - 1992                  | Dục Nguyệt (毓岄) 1922 - 1992                  | Dục Nguyệt (毓岄) 1922 - 1992                  | Dục Nguyệt (毓岄) 1922 - 1992                  |  |  |                                                                    |                                                                    |                                                                    |                                                                    |                                                                    |                                                                    |  |  |  |  |  |  |  |  |  |  |  |  |  |  |  |  |  |  |  |  |  |  |  |  |  |  |  |  |  |  |  |  |  |  |  |  |
|                                                                   |                                                                   |                                                                   |                                                                   |                                                                   |                                                                   |  |  |                                                            |                                                            |                                                            |                                                            |                                                            |                                                            |  |  | La Hằng Lộc (羅恆祿) ? - ?                         |                                                    |                                                    |                                                    |                                                    |                                                    |  |  |                                                                   |                                                                   |                                                                   |                                                                   |                                                                   |                                                                   |  |  |                                                |                                                |                                                |                                                |                                                |                                                |  |  |                                                                    |                                                                    |                                                                    |                                                                    |                                                                    |                                                                    |  |  |  |  |  |  |  |  |  |  |  |  |  |  |  |  |  |  |  |  |  |  |  |  |  |  |  |  |  |  |  |  |  |  |  |  |